# Vegoritidasøen
Vegoritidasøen (græsk: Λίμνη Βεγορίτιδα , Limni Vegoritida), også tidligere kendt som Ostrovosøen ( græsk: Λίμνη Οστρόβου, Limni Ostrovou), er en stor naturlig sø i det vestlige Makedonien, i det nordlige Grækenland. Den ligger 6 km nordøst for Amyntaio og 18 km vest for Edessa, i 540 m højde. Voras-bjergene ligger mod nord. Den ligger i de regionale enheder Florina og Pella .